# NEVERLAND (橋本みゆきの曲)
「NEVERLAND」（ネヴァーランド）は、橋本みゆきの20枚目のシングル。2011年5月11日にLantisから発売された。

## 概要
前作「∞未来」から約6ヶ月半ぶりのリリースとなる2011年唯一のシングル。表題曲「NEVERLAND」は、透明感溢れる歌声の女の子ソングで、テレビアニメ『俺たちに翼はない』のエンディングテーマとして使用された。なおジャケットは、美郷あきの歌う同アニメのオープニングテーマ「Spread Wings.」と同じイラストを使用している。

## 収録曲
（全作詞：西又葵、作曲：アッチョリケ）
1. NEVERLAND [3:53]
編曲：斎藤悠弥
  - テレビアニメ『俺たちに翼はない』エンディングテーマ
2. Pray [5:15]
編曲：田辺トシノ
  - テレビアニメ『俺たちに翼はない』挿入歌
3. NEVERLAND (Off Vocal)
4. Pray (Off Vocal)